# Топологічна алгебра
Топологічна алгебра — в математиці, це алгебра A над топологічним полем K яка є топологічним векторним простором та операція множення в алгебрі є неперервною
{\displaystyle \cdot :A\times A\longrightarrow A}
{\displaystyle (a,b)\longmapsto a\cdot b}